# Jasper Lake (TV-producent)
Jasper Lake, född 23 oktober 1977, är en svensk manusförfattare och TV-producent, han har bland annat gjort dokumentären De utvalda barnen (2021) om Pär Ahlbom och Solvikskolan.
Han var med i redaktionen för SVT:s program Fläsk, inför riksdagsvalet 2002, med Olle Palmlöf i programledarrollen. Därefter var han reporter i Filmkrönikan 2004, med Orvar Säfström som huvudprogramledare. I SVT producerade han teveprogrammet Fanzine, som var en ungdomssatsning där han bland annat träffar flera band på Hultsfred. 2005 regisserade han dokumentären Styvfar och demonen, som handlar om filmarens uppgörelse med sin styvfar.  
Han har även producerat bland annat Paradise Hotel, Pluras kök, Lyckliga gatan och dokumentärserien Svenska synden 2019.

## Filmografi
- Sjätte juni 2004
- Fanzine 2004
- Raggadish 2005
- Styvfar och demonen 2006
- Klass 9A 2007
- Toppform 2008
- Mamma byter bo 2009
- Mauro & Pluras kök 2010
- Så mycket bättre 2010
- Lyckan i LA 2011
- Mauro & Pluras tågluff 2013
- Pluras kök 2011–2015
- Första, största kärleken 2013
- Lyckliga gatan 2014
- Svenska synden 2019
- De utvalda barnen 2021